# Vietnam Open Challenger
Il Vietnam Open è stato un torneo professionistico di tennis giocato su campi in cemento all'aperto, che faceva parte dell'ATP Challenger Tour. Si è giocato annualmente dal 2015 al 2017 al Lan Anh Country Club di Città di Ho Chi Minh, in Vietnam.
Tra il 1998 e il 2007 si era tenuto in città l'Ho Chi Minh Challenger, che a sua volta faceva parte del circuito Challenger. Nel 2005 vi era stato a città di Ho Chi Minh un altro evento tennistico denominato Vietnam Open, era stata l'unica edizione disputata in Vietnam del torneo International Series del circuito ATP che si era tenuto tra il 1996 e il 2004 a Shanghai con il nome Shanghai Open e nel 2006 era stato spostato a Mumbai dove aveva preso il nome ATP Mumbai Open.

## Albo d'oro

### Singolare
| Anno | Campione        | Finalista       | Punteggio     |
| ---- | --------------- | --------------- | ------------- |
| 2017 | Michail Južnyj  | John Millman    | 6–4, 6–4      |
| 2016 | Jordan Thompson | Gō Soeda        | 5-7, 7-5, 6-1 |
| 2015 | Saketh Myneni   | Jordan Thompson | 7–5, 6–3      |

### Doppio
| Anno | Campione                              | Finalista                                 | Punteggio        |
| ---- | ------------------------------------- | ----------------------------------------- | ---------------- |
| 2017 | Saketh Myneni Vijay Sundar Prashanth  | Ben McLachlan Gō Soeda                    | 7–6(3), 7–6(5)   |
| 2016 | Sanchai Ratiwatana Sonchat Ratiwatana | Jeevan Nedunchezhiyan Ramkumar Ramanathan | 7-5, 6-4         |
| 2015 | Tristan Lamasine Nils Langer          | Saketh Myneni Sanam Singh                 | 1–6, 6–3, [10–8] |